# Mystic Prophecy
I Mystic Prophecy sono un gruppo musicale power metal tedesco nato nel 2000 grazie ai membri della band tedesca Valley's Eye, a Dennis Ekdahl della band thrash metal svedese Raise Hell, e al chitarrista greco Gus G.

## Storia
A febbraio 2003 la band firma un contratto con l'etichetta discografica Nuclear Blast e nel luglio 2005 il gruppo passa dalla Nuclear Blast alla Massacre Records.
Dopo aver partecipato al tour europeo degli Stratovarius, il batterista Matt C. lascia la band per motivi personali e lavorativi.

## Formazione

### Formazione attuale
- Dimitri Liapakis – voce (2000-presente)
- Laki Ragazas – chitarra solista (2013-presente)
- Markus Pohl – chitarra ritmica (2005-presente)
- Joey Roxx – basso (2016-presente)
- Tristan Maiwurm – batteria (2012-presente)

### Ex componenti
- Martin Albrecht – basso (2000-2008)
- Gus G. – chitarra (2000-2005)
- Dennis Ekdahl – batteria (2000-2004)
- Martin Grimm – chitarra solista (2005-2008)
- Mathias Straub – batteria (2005-2008)
- Stefan Dittrich – batteria (2008-2009)
- Constantine Kotzamanis – chitarra solista (2008-2013)
- Claudio Sisto – batteria (2010-2011)
- Connie Andreszka – basso (2008-2016)
- Tyrone Silva – batteria (2011-2012)

## Discografia

### Album in studio
- 2001 – Vengeance
- 2003 – Regressus
- 2004 – Never-Ending
- 2006 – Savage Souls
- 2007 – Satanic Curses
- 2009 – Fireangel
- 2011 – Ravenlord
- 2013 – Killhammer
- 2016 – War Brigade
- 2018 – Monuments Uncovered
- 2023 - Hellriot

### EP

#### Split
- 2011 – Wolfsnaechte 2012 Tour EP (con Powerwolf, Stormwarrior e Lonewolf)

### Singoli
- 2007 – Dark Forces

### Raccolte
- 2013 – Best of Prophecy Years